# Grondwet van Portugal
De huidige grondwet van Portugal kwam in 1976 tot stand na de Anjerrevolutie van 1974. De eerste Portugese grondwet werd in 1822 geratificeerd, na de Liberale Revolutie van 1820. Portugal kende nog drie andere grondwetten, te weten: die van 1836 (na de burgeroorlog), die van 1911 (na de Oktoberrevolutie in 1910) en die van 1933 (na de nationale revolutie van 1926). De huidige Grondwet werd opgesteld door de Grondwetgevende Vergadering, die werd samengesteld na de eerste vrije verkiezingen in het land op 25 april 1975, exact één jaar na de Anjerrevolutie. Op 2 april 1976 werd de nieuwe grondwet goedgekeurd en deze werd op 25 april 1976 officieel van kracht. In originele vorm was de Grondwet vrij socialistisch, maar sindsdien hebben verschillende grondwetswijzigingen plaatsgevonden, waardoor deze nu beter aansluit op de principes van de markteconomie en de hedendaagse Portugese maatschappij.

## Tekst
De huidige Grondwet van Portugal bevat het Preambule en 296 artikels. De artikels zijn onderverdeeld in de Fundamentele Principes, vier delen en de Laatste Disposities. De delen zijn opgedeeld in titels en sommige titels zijn weer opgedeeld in hoofdstukken.

### Preambule
De preambule van de Grondwet bestaat uit de volgende inleidende clausule:
Op 25 april 1974 heeft de beweging van de Krijgsmacht het fascistische regime afgezet, waarmee de langdurige weerstand van het Portugese volk is bekroond.
Het bevrijden van Portugal van de dictatuur, de onderdrukking en het kolonialisme vertegenwoordigt een revolutionaire verandering en het begin van een historisch keerpunt in de Portugese maatschappij.
De Revolutie heeft de Portugese rechten en fundamentele vrijheden hersteld. In het uitvoeren van deze rechten en vrijheden, zullen de rechtsgeldige vertegenwoordigers van het volk samenkomen om een Grondwet op te stellen die het streven van het land tegemoetkomen.
De Grondwetgevende Vergadering bevestigt het besluit van het Portugese volk om de nationale onafhankelijkheid te verdedigen, de fundamentele rechten van de burgers te garanderen, de basale principes van de democratie vast te stellen, het gelden van democratisch recht te verzekeren en de weg te banen voor een socialistische maatschappij, volgens de wil van het Portugese volk, terwijl het bouwen van een vrijer, rechtvaardiger en broederlijker land in gedachten wordt gehouden.
De Grondwetgevende Vergadering, samengekomen in een plenaire sessie op 2 april 1976, bekrachtigt en bepaalt de volgende Grondwet van de Portugese Republiek:

### Fundamentele Principes
De Fundamentele Principes beslaan de eerste elf artikelen uit de Grondwet. Hierin staat dat Portugal een soevereine republiek is (Artikel I), dat de status van de Portugese Republiek is gebaseerd op het gelden van democratisch recht (Artikel II) en dat de soevereiniteit in het volk is gezeteld en dat de geldigheid hiervan ondergeschikt is aan de Grondwet (Artikel III). Verder worden in de Fundamentele Principes de volgende onderwerpen besproken: het Portugese staatsburgerschap (Artikel IV), het grondgebied van Portugal (Artikel V), de eenheidsstaat (Artikel VI), het bestuur van Portugal in de internationale relaties (Artikel VII), de inlijving van het internationale recht in het Portugese recht (Artikel VIII), de definitie van de hoofdtaken van de Staat (Artikel IX), het algemeen kiesrecht en de politieke partijen (Artikel X) en de nationale symbolen en de officiële taal (Artikel XI).